# 17회 농심 신라면배 세계바둑 최강전
17회 농심 신라면배 세계바둑 최강전은 대한민국, 중국, 일본의 대항전으로 중국의 우승했다.  

## 대국 결과
| 대국 | 대국일자 | 대국일자  | 차전  | 장소                          | 승자                   | 패자                   | 결과             | 기보                             |
| ---- | -------- | --------- | ----- | ----------------------------- | ---------------------- | ---------------------- | ---------------- | -------------------------------- |
| 1    | 2015년   | 10월 20일 | 1차전 | 중국 충칭 레디슨블루 호텔     | 이치리키 료 七단       | 백찬희 初단            | 210수 백 불계승  | [ 깨진 링크 ( 과거 내용 찾기 ) ] |
| 2    | 2015년   | 10월 21일 | 1차전 | 중국 충칭 레디슨블루 호텔     | 이치리키 료 七단       | 판윈뤄 四단            | 203수 흑 불계승  | [ 깨진 링크 ( 과거 내용 찾기 ) ] |
| 3    | 2015년   | 10월 22일 | 1차전 | 중국 충칭 레디슨블루 호텔     | 이치리키 료 七단       | 민상연 四단            | 217수 흑 불계승  | [ 깨진 링크 ( 과거 내용 찾기 ) ] |
| 4    | 2015년   | 10월 23일 | 1차전 | 중국 충칭 레디슨블루 호텔     | 우광야 六단            | 이치리키 료 七단       | 142수 백 불계승  | [ 깨진 링크 ( 과거 내용 찾기 ) ] |
| 5    | 2015년   | 11월 27일 | 2차전 | 부산 농심호텔                 | 최철한 九단            | 우광야 六단            | 121수 흑 불계승  | [ 깨진 링크 ( 과거 내용 찾기 ) ] |
| 6    | 2015년   | 11월 28일 | 2차전 | 부산 농심호텔                 | 최철한 九단            | 이다 아쓰시 八단       | 190수 백 불계승  | [ 깨진 링크 ( 과거 내용 찾기 ) ] |
| 7    | 2015년   | 11월 29일 | 2차전 | 부산 농심호텔                 | 구리 九단              | 최철한 九단            | 200수 백 불계승  | [ 깨진 링크 ( 과거 내용 찾기 ) ] |
| 8    | 2015년   | 11월 30일 | 2차전 | 부산 농심호텔                 | 구리 九단              | 고노 린 九단           | 242수 백 불계승  | [ 깨진 링크 ( 과거 내용 찾기 ) ] |
| 9    | 2015년   | 12월 1일  | 2차전 | 부산 농심호텔                 | 구리 九단              | 박정환 九단            | 293수 백 2집반승 | [ 깨진 링크 ( 과거 내용 찾기 ) ] |
| 10   | 2016년   | 3월 1일   | 3차전 | 중국 상하이 그랜드센트럴 호텔 | 무라카와 다이스케 八단 | 구리 九단              | 217수 흑 불계승  | [ 깨진 링크 ( 과거 내용 찾기 ) ] |
| 11   | 2016년   | 3월 2일   | 3차전 | 중국 상하이 그랜드센트럴 호텔 | 이세돌 九단            | 무라카와 다이스케 八단 | 220수 백 불계승  | [ 깨진 링크 ( 과거 내용 찾기 ) ] |
| 12   | 2016년   | 3월 3일   | 3차전 | 중국 상하이 그랜드센트럴 호텔 | 이세돌 九단            | 롄샤오 七단            | 177수 흑 불계승  | [ 깨진 링크 ( 과거 내용 찾기 ) ] |
| 13   | 2016년   | 3월 4일   | 3차전 | 중국 상하이 그랜드센트럴 호텔 | 이세돌 九단            | 이야마 유타 九단       | 160수 백 불계승  | [ 깨진 링크 ( 과거 내용 찾기 ) ] |
| 14   | 2016년   | 3월 5일   | 3차전 | 중국 상하이 그랜드센트럴 호텔 | 커제 九단              | 이세돌 九단            | 243수 흑 불계승  | [ 깨진 링크 ( 과거 내용 찾기 ) ] |

결과: 중국 우승 (5승 4패), 대한민국 준우승 (5승 5패), 일본 3위 (4승 5패)